# Коробковский сельский совет (Каховский район)
Коробковский сельский совет (укр. Коробківська сільська рада) — входит в состав
Каховского района
Херсонской области
Украины.
Административный центр сельского совета находится в 
с. Коробки
.

## История
- 1900 — дата образования.

## Населённые пункты совета
- с. Коробки